# Lobsang Palden Yeshe

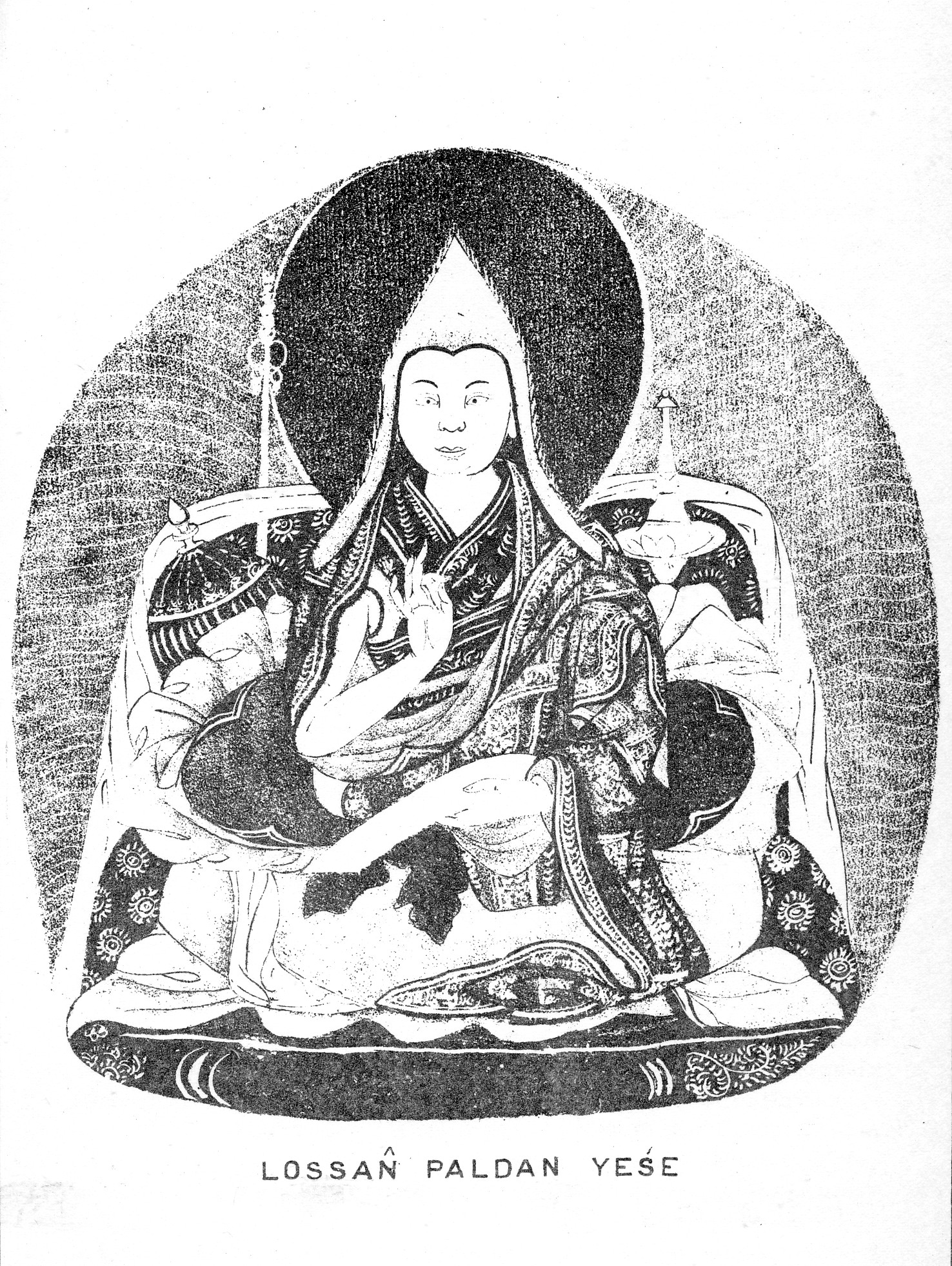
Lobsang Palden Yeshe

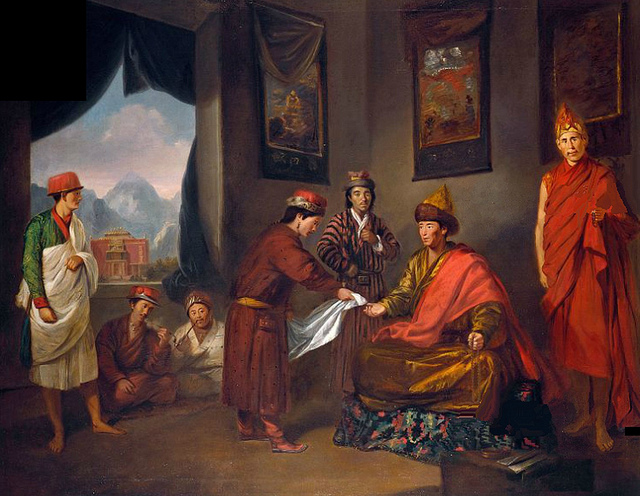
The Sixth Panchen Lama Receives George Bogle at Tashilhunpo, oil painting by Tilly Kettle, c. 1775

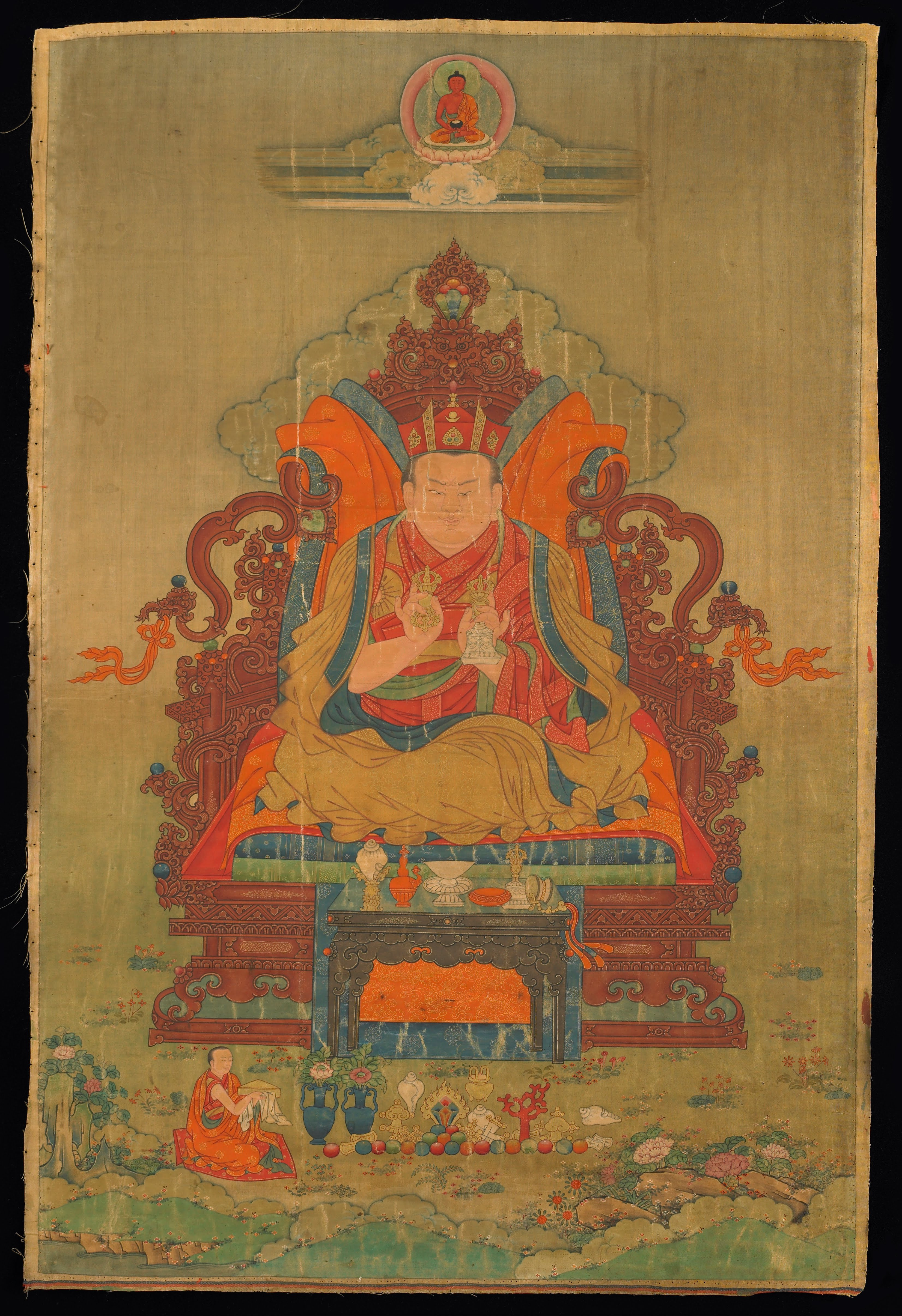
Lobsang Palden Yeshe's brother, Mipam Chodrup Gyatso, the Tenth Shamarpa

Lobsang Palden Yeshe (1738-1780) en  ibetano: བློ་བཟང་དཔལ་ལྡན་ཡེ་ཤེས་་་, en  Wylie: Blo-bzang Gpal-ldan Ye-shes, en pinyin tibetano: Lobsang Baidain Yêxê, fue el sexto Panchen Lama del Monasterio de Tashilhunpo en el Tíbet. Fue el hermanastro mayor del décimo Shamarpa, Mipam Chödrup Gyamtso (1742-1793).
El Panchen Lama se distinguió por sus escritos y su interés en el mundo. En 1762 dio al Octavo Dalai Lama su ordenación pre-novicia en el Palacio de Potala y lo nombró Jamphel Gyatso.
Se hizo amigo de George Bogle, un aventurero y diplomático escocés que había hecho una expedición al Tíbet y se alojó en el Monasterio de Tashilhunpo en Shigatse entre 1774 y 1775. Negoció con Warren Hastings, el Gobernador de la India, a través de Bogle. La Rājā de Bután invadió Cooch Behar en las llanuras de Bengala, la vecina India británica, en 1772 y Palden Yelde, tutor del joven Dalai Lama en ese momento, ayudó a arbitrar las negociaciones.
También trató con Lama Changkya Hutukhtu, consejero del emperador de China y consejero principal en asuntos tibetanos, sobre las especulaciones de que el dios chino de la guerra y patrón de la dinastía china, Guandi —Kuan-ti—, era idéntico a Gesar, el héroe de la historia épica principal del Tíbet, quien profetizó que regresaría de Shambhala al Tíbet para ayudarlo cuando el país y el budismo estuvieran en dificultades. Otros creían que Guandi/Gesar era una encarnación del Panchen Lama. Palden Yeshe escribió un libro semimístico sobre el camino a Shambhala, la «Oración de Shambhala», incorporando rasgos geográficos reales.
En 1778, el emperador de Qianlong invitó a Palden Yeshe a Pekín para celebrar su 70 cumpleaños. Se marchó con una enorme comitiva en 1780 y fue recibido en el camino por los representantes chinos. Para celebrar la ocasión, Qianlong ordenó la construcción del Templo Xumi Fushou, basado en el diseño del Monasterio de Tashilhunpo, en el Chengde Mountain Resort. Cuando Palden Yeshe llegó a Pekín, fue colmado de riquezas y se le mostró el honor que normalmente se le da al Dalai Lama. Sin embargo, contrajo viruela y murió en Beijing el 2 de noviembre de 1780.
El hermanastro de Palden Yeshe, el décimo Shamarpa Mipam Chödrup Chödrup Gyamtso, esperaba heredar algunas de las riquezas dadas a su hermano en Beijing después de su muerte. Cuando esto no ocurrió, conspiró con los nepaleses que enviaron un ejército de Gurkha en 1788 que tomó el control de Shigatse. El Shamarpa, sin embargo, no cumplió con su parte del trato y el ejército de Gurkha regresó tres años después para reclamar su botín, pero los chinos enviaron un ejército para apoyar a los tibetanos y los llevaron de vuelta a Nepal en 1792.
Las tumbas del quinto al noveno Panchen Lamas fueron destruidas durante la Revolución Cultural y han sido reconstruidas por el décimo Panchen Lama con una enorme tumba en el Monasterio de Tashilhunpo en Shigatse, conocido como el Tashi Langyar.